# Temple protestant (Désaignes)

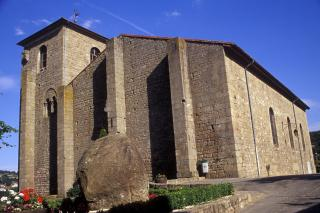
Temple Protestant, Désaignes

Der Temple protestant (deutsch: Evangelische Kirche) ist ein Kirchengebäude der Vereinigten Protestantischen Kirche Frankreichs in Désaignes im Département Ardèche. Das Gotteshaus geht nicht auf eine ältere Kirche zurück, sondern integriert Teile der früheren Burg von Désaignes.

## Geschichte
Im 16. Jahrhundert nahmen die Bewohner von Désaignes die Reformation an, nach dem Edikt von Nantes errichteten sie 1608 eine eigene Kirche. Diese wurde 1684 am Vorabend des Widerrufs des Edikts zerstört. Nach der Französischen Revolution wurde 1822 der heutige Temple Protestant errichtet. 
Der Temple protestant ist ein annähernd nach Norden ausgerichteter Saalbau. An seiner Nordostecke befindet sich der Glockenturm, der in seinen Untergeschossen den Donjon der früheren Burg darstellt. Der Turm entstand um 1200 und besitzt fein gearbeitete romanische Fensteröffnungen. Die Nordwand der Kirche zeigt eine durch drei massive Strebepfeiler gestützte Wand. Sie geht auf die sogenannte Aula der Burganlage zurück, entstanden im 13./14. Jahrhundert. Diese Aula wird von der Bauforschung als rektanguläre Anlage von zwei Ebenen von 22 m Länge rekonstruiert. Weiter nördlich der Kirche befinden sich weitere Überreste der Burg. Die Westwand der Kirche zeigt eine schlichte neuromanische Fassade. In sie wurde ein Stein aus der alten evangelischen Kirche eingesetzt, der die Jahreszahl 1608 trägt. Nach einem Brand im Jahr 1963 wurde die Kirche renoviert.